# Albert Szirmai
Dans le nom hongrois Szirmai Albert, le nom de famille précède le prénom, mais cet article utilise l’ordre habituel en français Albert Szirmai, où le prénom précède le nom.
Albert Szirmai (connu également sous le nom Albert Sirmay), né le 2 juillet 1880 à Budapest et décédé le 15 janvier 1967 à New York est un compositeur d'opérettes hongrois.

## Biographie
Albert Szirmai étudie à l'Académie de Musique de Budapest. Son professeur de piano et de composition est Hans von Koessler. Il obtient un doctorat en musicologie à l'Université de Budapest. Il se consacre ensuite à la création d'œuvres pour la scène. Il écrit la musique pour 12 pièces en un acte et plus de 300 chansons pour le théâtre Népszínház-Vígopera de Budapest, dont il est le directeur musical. Sa première opérette, A sárga dominó (Le Domino Jaune), rencontrant le succès, il décide de continuer dans le genre. Grâce aux œuvres de d'Albert Szirmai, Emmerich Kálmán, et Victor Jacobi, entre autres, l'opérette hongroise acquiert une reconnaissance à l'échelle internationale au début du XXe siècle.
Le 3 septembre 1923, il arrive à New York à bord du SS Leviathan. Il devient directeur de la musique pour Chappell Music (une maison d'édition qui appartient au Warner Music Group). Il est l'éditeur des célébrités de Broadway comme Jerome Kern, Cole Porter et George Gershwin. Szirmai fait sensation en 1965, quand il découvre 100 chansons inédites  que Porter avait écrites de 1924 à 1955. Il y a là matière à plusieurs comédies musicales. Bien qu'il vit en Amérique ses dernières années et est un ami de Gershwin, Szirmai évite les styles de jazz populaire à l'époque. En plus de la musique folklorique de sa Hongrie natale, sa musique montre l'influence du romantisme allemand, notamment celui de Felix Mendelssohn et Robert Schumann, qu'il admire profondément. Szimai meurt à New York en 1967, à l'âge de 87 ans.

## Œuvres principales
- A sárga dominó (Le domino jaune), opérette, 1907
- Bálkirályné, opérette, 1907
- Naftalin (Naphthalene), comédie musicale, 1908
- Táncos huszárok (Les hussards dansant), opérette, 1909
- A mexikói lány (La file du Mexique), opérette, 1912
- The Girl on the Film, comédie musicale, 1913
- Ezüstpille (Le papillon d'argent), opérette, 1914
- Mágnás Miska, opérette, 1916, son œuvre la plus populaire, encore jouée en Hongrie
- Harangvirág, ballade en 2 tableaux, 1918
- Gróf Rinaldo, opérette, 1918
- Mézeskalács (Le gâteau au miel), comédie musicale, 1923
- The Bamboula, 1925
- Alexandra, opérette, 1925 (créée en anglais sous le titre Princess Charming en 1926)
- Éva grófnő (Countess Eva), opérette, 1928
- Lady Mary, comédie musicale, 1928
- Ripples, comédie musicale, 1930
- A ballerina, opérette, 1931
- Tabáni legenda (La légende de Tabán), opérette, 1957
- A Tündérlaki lányok, opérette, 1964